# Monsters (álbum de D'espairsRay)
Monsters es el cuarto álbum de D'espairsRay, publicado el 27 de julio de 2010, disponible tanto en formato físico como digital (a través de iTunes). Los sencillos publicados con anterioridad, Final Call y Love is Dead también fueron incluidos en el disco. D'espairsRay comenzaron su gira, denominada Human Clad-Monsters World Tour, poco tiempo después del lanzamiento de este álbum.

## Pistas
| Disco uno |                       |        |         |          |  |
| N.º       | Título                | Letras | Música  | Duración |  |
| 1.        | «Human Clad-Monsters» | Hizumi | Karyu   | 4:55     |  |
| 2.        | «Death Point»         | Hizumi | Karyu   | 3:25     |  |
| 3.        | «13-Thirteen»         | Hizumi | Karyu   | 3:08     |  |
| 4.        | «Love Is Dead»        | Hizumi | Karyu   | 4:01     |  |
| 5.        | «Devils' Parade»      | Hizumi | Karyu   | 4:08     |  |
| 6.        | «Dope»                | Karyu  | Karyu   | 3:47     |  |
| 7.        | «Falling»             | Hizumi | Karyu   | 4:09     |  |
| 8.        | «Progress»            | Hizumi | Tsukasa | 4:09     |  |
| 9.        | «Final Call»          | Hizumi | Karyu   | 3:57     |  |
| 10.       | «Abyss»               | Hizumi | Tsukasa | 4:03     |  |

Disco dos (DVD, solo en la edición limitada)
1. Death Point PV - 3:25
2. The Making Of "Death Point"

## Formación
- Hizumi – voz
- Karyu – guitarra
- Zero - guitarra bajo
- Tsukasa – batería

- Datos: Q1945355